# 小山町

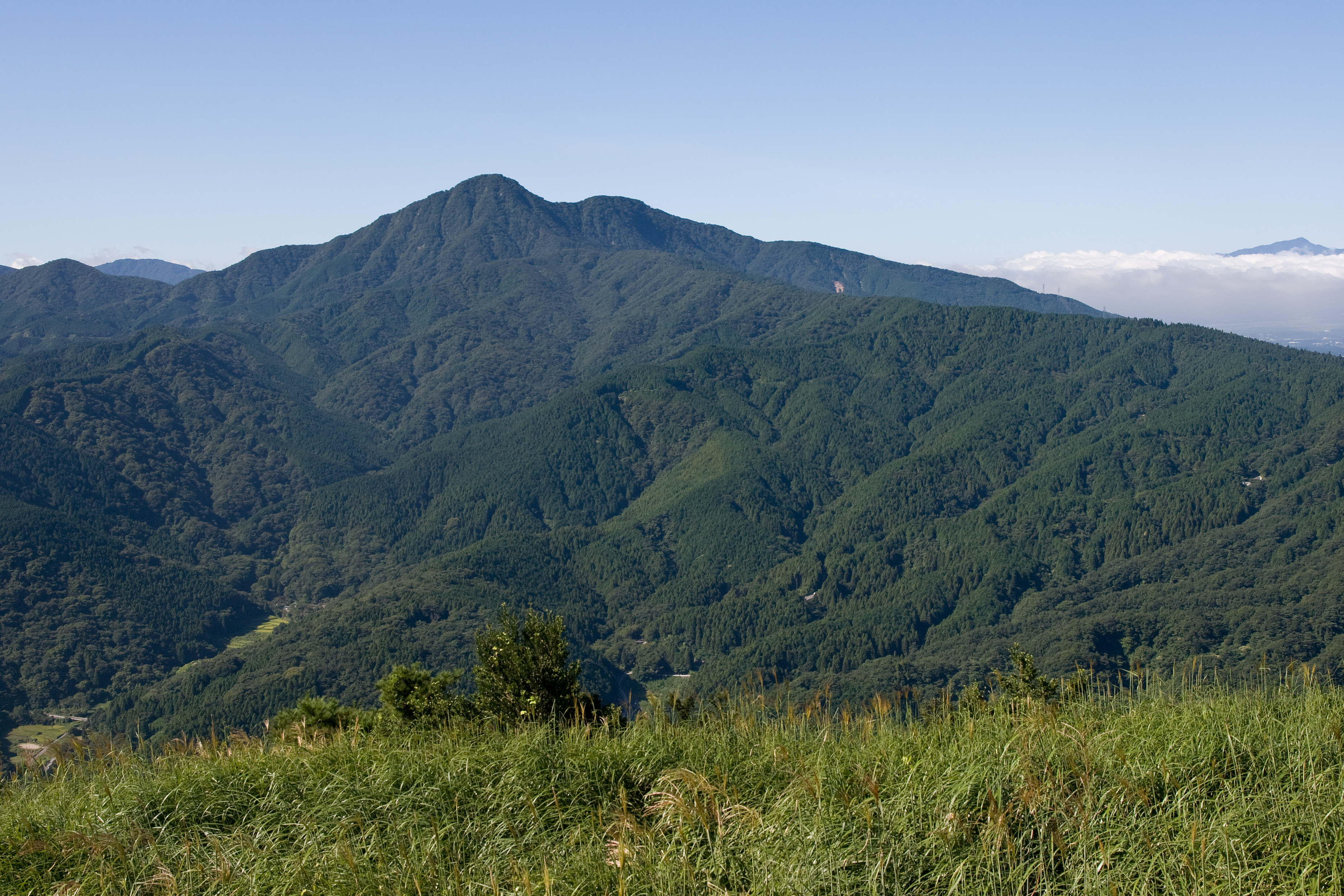
金時山（足柄山）

小山町（おやまちょう）は、静岡県の最北東に位置し、駿東郡に属する町。富士山を有し、富士スピードウェイが所在する。

## 地理
静岡県の最北東に位置し、神奈川県・山梨県と接する。面積の65%が森林で占められている。富士山の裾野の豊富な湧水があるため、標高の高さにもかかわらず棚田による稲作が盛ん。東西に細長い形をしており、東部は金時山（足柄山）と丹沢山地に挟まれた谷を鮎沢川（酒匂川の静岡県側の呼称）が流れ、その流域のわずかな平地に中心市街地を形成する。西部の須走地区は標高800mの高原で気候は冷涼であり、ここから富士山須走口登山道が開設されている。中央部の北郷地区（旧北郷村）は、御殿場市と富士山の麓の平野を共有している。北側は丹沢の山間地となっている。
- 山: 富士山、金時山、丹沢山地
- 河川: 鮎沢川

### 隣接している自治体
- 静岡県：御殿場市、富士宮市、
- 神奈川県：南足柄市、足柄下郡箱根町、足柄上郡山北町
- 山梨県：富士吉田市、南都留郡山中湖村

なお、富士山頂から麓にかけて接している山梨県南都留郡山中湖村との境界にはかつて未確定区間があったが、2015年（平成27年）2月13日に境界画定があり、解消された。

## 歴史
足柄峠を越える東海道足柄路（矢倉沢往還）の駿河側の玄関口であり、いくつかの宿場町が発達した。また、須走地区は駿河や相模と甲州を結ぶ宿場町が発達した。尚、江戸時代は御殿場市、裾野市と同じく主に相模小田原藩によって統治されていた（一部に旗本領、荻野山中藩領が存在）。須走地区は、1707年（宝永4年）の宝永噴火で数メートルもの火山噴出物が堆積。2020年（令和2年）、江戸時代に埋没した集落跡が見つかった。
東海道線（現：御殿場線）の開通で富士紡績の工場が進出したことで発展し、駿東郡内では比較的早い時期に町制を敷くなど順調な発展を見せた。しかし、その後はやや停滞している。
- 1889年（明治22年）
  - 2月1日 - 東海道線（現：御殿場線）小山駅（現：駿河小山駅）開設。
  - 4月1日 - 町村制施行により六合村、菅沼村、足柄村、北郷村、須走村発足。
- 1912年（大正元年）8月1日 - 六合村と菅沼村が合併し、小山町となる[4]。
- 1955年（昭和30年）4月1日 - 足柄村を編入[4]。
- 1956年（昭和31年）
  - 8月1日 - 北郷村を編入[4]。
  - 9月30日 - 須走村を編入[4]。
- 1957年（昭和32年）9月1日 - 旧北郷村古沢地区が小山町から分離し、御殿場市へ編入（静岡県告示第744号）[5]。
- 1982年（昭和57年）
  - 8月1日 - 町の花「菜の花」、町の木「ふじ桜」、町の鳥「うぐいす」を制定[4]。
  - 12月1日 - 町制70周年、町民憲章を制定[4]。
- 2010年（平成22年）9月8日 - 台風9号により大きな被害を受け、同年10月に局地激甚災害指定される。
- 2023年（令和5年）6月 - 町制110周年を記念し小山町歌を制定。

## 人口
| |                                        |  |
| 小山町と全国の年齢別人口分布（2005年） | 小山町の年齢・男女別人口分布（2005年） |  |
| ■紫色 ― 小山町 ■緑色 ― 日本全国 | ■青色 ― 男性 ■赤色 ― 女性              |  |
| 小山町（に相当する地域）の人口の推移 \| 1970年（昭和45年） \| 24,256人 \| \| \| 1975年（昭和50年） \| 24,072人 \| \| \| 1980年（昭和55年） \| 23,212人 \| \| \| 1985年（昭和60年） \| 23,277人 \| \| \| 1990年（平成2年） \| 23,566人 \| \| \| 1995年（平成7年） \| 22,780人 \| \| \| 2000年（平成12年） \| 22,235人 \| \| \| 2005年（平成17年） \| 21,478人 \| \| \| 2010年（平成22年） \| 20,629人 \| \| \| 2015年（平成27年） \| 19,497人 \| \| \| 2020年（令和2年） \| 18,568人 \| \| |                                        |  |
| 総務省統計局 国勢調査より |                                        |  |
| 1970年（昭和45年） | 24,256人                               |  |
| 1975年（昭和50年） | 24,072人                               |  |
| 1980年（昭和55年） | 23,212人                               |  |
| 1985年（昭和60年） | 23,277人                               |  |
| 1990年（平成2年） | 23,566人                               |  |
| 1995年（平成7年） | 22,780人                               |  |
| 2000年（平成12年） | 22,235人                               |  |
| 2005年（平成17年） | 21,478人                               |  |
| 2010年（平成22年） | 20,629人                               |  |
| 2015年（平成27年） | 19,497人                               |  |
| 2020年（令和2年） | 18,568人                               |  |

## 行政

### 町長
- 湯山寿介：1912年10月16日 - 1916年10月15日
- 長田央：1995年5月1日 - 2007年4月30日 （3期）
- 髙橋宏：2007年5月1日 - 2011年4月30日 （1期）
- 込山正秀：2011年5月1日 - 2019年4月30日 （2期）
- 池谷晴一：2019年5月1日 - 2023年4月30日 （1期）
- 込山正秀：2023年5月1日 - （1期目・通算3期目）

### ふるさと納税制度
小山町は、ふるさと納税制度を活用し、企業誘致の財源を捻出することを計画。2018年度には、制度を所管する総務省が手法を問題視する中、返礼品に寄付額の40%に相当する通販大手Amazonのギフト券を用意することで約249億円の受け入れ額を集めた。2019年4月に行われた町長選挙では、現職町長が「腹をくくって」推進してきたふるさと納税制度の進め方も争点となり、批判を行った新人候補、池谷晴一が当選。同年5月8日には、新町長が総務省の担当課を訪問して謝罪を行った。総務省では、2019年6月1日の改正地方税法施行に伴うふるさと納税の新制度において小山町を除外したが、同様に除外された泉佐野市が国との訴訟に勝訴したのを受け、2020年7月23日付で再びふるさと納税の対象として認められた。
ふるさと納税制度における騒動
ふるさと納税の寄付者に対する返礼品として、Amazonで使えるギフト券を贈っていたことが発覚し問題となった。
ふるさと納税の管轄である総務省では返礼品の基準を「寄付額の30%以下の地場産品」と示しているが、小山町では寄付額の40％程度を使用して地場産品ではない返礼品を利用。また、Amazonはアメリカに本社を持つ企業であり、ふるさと納税の理念である地方創生の趣旨とかけ離れている。
ふるさと納税の管轄である総務省の石田真敏総務大臣は、2019年1月11日の記者会見にて「社会的に大きな問題がある。良識ある行動とは思えない」と発言。さらに、「（法改正前の）制度的な隙間を突いており遺憾」「皆が一定のルールを守りながら制度を維持してもらわないといけない。自分のところだけ（寄付金が集まれば）いいと考えたのなら問題だ」と発言した。
また、総務省の事前指摘を受けて小山町は2019年1月1日からふるさと納税の受付を停止しているにもかかわらず、小山町長の込山正秀は指摘後の新年行事あいさつで「正月にうれしいことがあった」と寄付額の増大を紹介し、「決められたルールに従ってやった」「やれやれと言われて、その調子に乗ってやってきた」と発言している。

## 地区
町内はおおまかに4つの地区に区分される。
- 小山（おやま）地区 - 旧小山町
  - 旧六合村地区
    - 柳島（やなぎしま） - 旧柳島村
    - 湯船（ゆぶね） - 旧湯船村
    - 生土（いきど） - 旧生土村
    - 中島（なかじま） - 旧中島村
    - 藤曲（ふじまがり） - 旧藤曲村
    - 小山（おやま）- 旧小山村

  - 旧菅沼村地区
    - 菅沼（すがぬま）
- 足柄（あしがら）地区 - 旧足柄村
  - 竹之下（たけのした） - 旧竹ノ下村
  - 新柴（あらしば） - 旧新柴村
  - 桑木（くわぎ） - 旧桑木村
- 北郷（きたごう）地区 - 旧北郷村
  - 上野（うえの） - 旧上野村
  - 棚頭（たながしら） - 旧棚頭村
  - 中日向（なかひなた） - 旧中日向村
  - 大御神（おおみか） - 旧大御神村
  - 阿多野（あだの） - 旧阿多野新田
  - 吉久保（よしくぼ） - 旧吉久保村
  - 用沢（ようさわ） - 旧用沢村
  - 一色（いしき） - 旧一色村
  - 下小林（しもこばやし） - 旧下小林村
  - 大胡田（おおごだ） - 旧大胡田村
  - 上古城（かみふるしろ） - 旧上古城村
  - 下古城（しもふるしろ） - 旧下古城村
- 須走（すばしり）地区 - 旧須走村

## 経済

### 産業

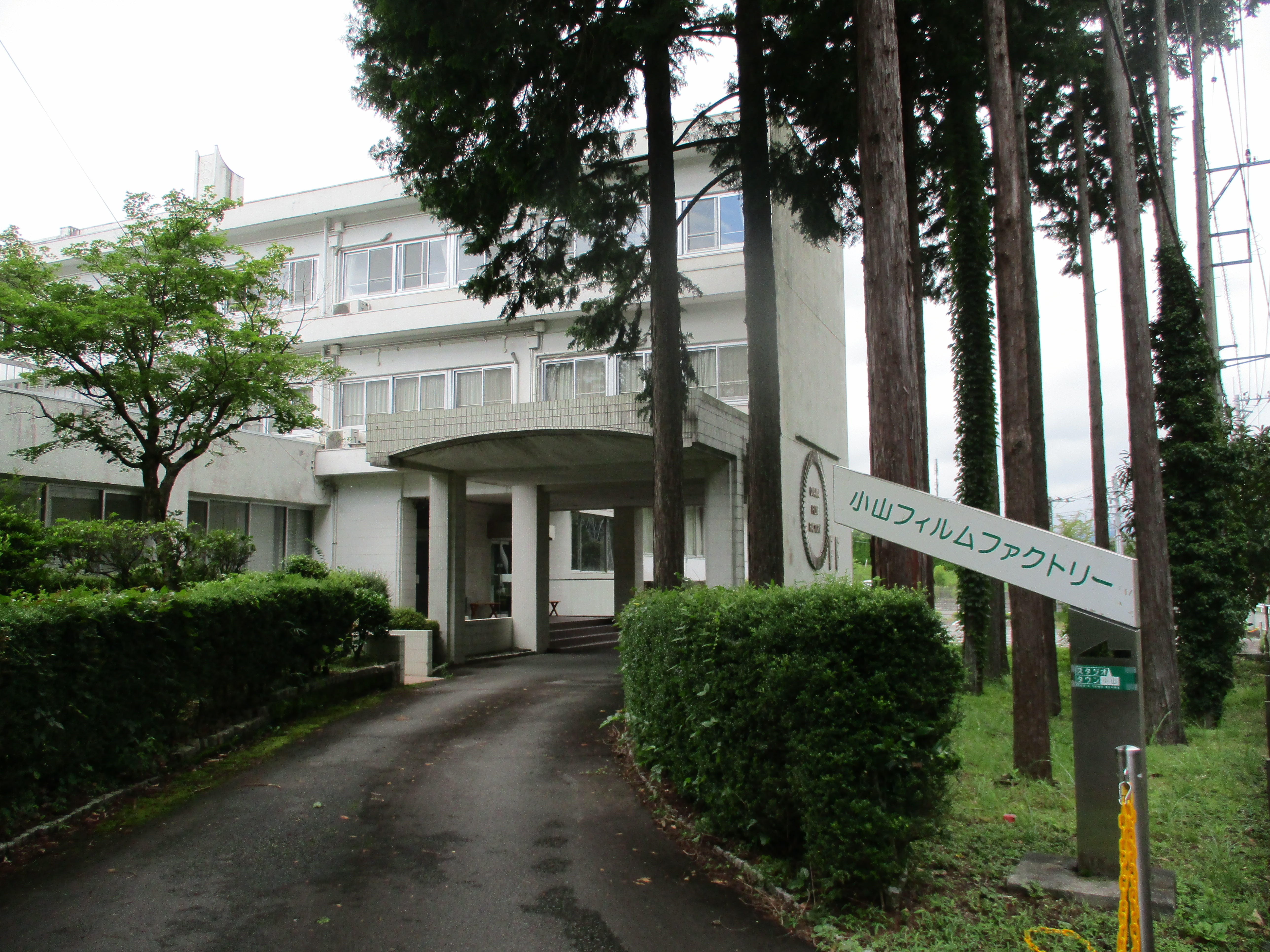
小山フィルムファクトリー。スタジオとして使えるほか、小山町フィルムコミッションの事務所もここにある。

東京から約100kmと比較的近く、土地が安いことから、いくつかの企業の工場が進出している。中でもフジボウは明治時代から進出している。長崎県を発祥とするリンガーハットの工場も進出している。
富士スピードウェイがあることから、自動車関連企業も多い。2020年には東京オリンピックの自転車競技会場として使用される予定であったが、これは新型コロナウイルス感染症の世界的な流行の影響で延期され、2021年に実施された。農業は稲作が中心。
加えて、2002年以降、映画やドラマや歌手のPVなど、様々な媒体に撮影地として提供し、誘致している。実例としては、『トミカヒーロー レスキューフォース』などがある。小山町フィルムコミッションにより、撮影者側のサポートを行っている。

## 姉妹都市

### 国外
- ミッション市（カナダ連邦ブリティッシュコロンビア州）
1996年（平成8年）10月7日 姉妹都市提携

### 日本国内
- 勝央町（岡山県勝田郡）
1973年（昭和48年）11月24日 姉妹町提携
- 福知山市（京都府）
1982年（昭和57年）5月29日 旧大江町と観光友好都市提携。2012年（平成24年）9月21日に再度締結。

## 教育

### 専門学校
- 富士メカニック専門学校

### 高等学校
- 静岡県立小山高等学校

### 中学校
- 小山町立北郷中学校
- 小山町立須走中学校
- 小山町立小山中学校

### 小学校
- 小山町立北郷小学校
- 小山町立明倫小学校
- 小山町立成美小学校
- 小山町立須走小学校
- 小山町立足柄小学校

### 図書館
- 小山町立図書館 - 小山町総合文化会館にある。
  - 1923年（大正12年）8月には成美尋常高等小学校・菅沼尋常高等小学校に小山町立図書館を設置する件が議決されている。1927年（昭和2年）11月には小山町立図書館が開設された。1959年（昭和34年）6月には小山町立小山図書館の設置条例が制定され、小山町立小山中学校に設置された。1976年（昭和51年）6月には小山中学校の北校舎1階に移転し、小山町立図書館として独立した。[12]
  - 1992年（平成4年）4月1日には小山町総合文化会館に小山町立図書館が移転開館した。小山町総合文化会館は鉄筋コンクリート造の平屋建てであり、図書館部分の床面積は1,163.09m2。1997年（平成9年）4月には周辺4市4町（小山町・三島市・御殿場市・裾野市・沼津市・長泉町・清水町・神奈川県山北町）の図書館の広域利用が開始された。2008年度（平成20年度）末時点の蔵書数は104,396点。[12]

## 交通

### 鉄道路線
- 東海旅客鉄道（JR東海）
  - 御殿場線
    - - 駿河小山駅 - 足柄駅 -
- 中心となる駅: 駿河小山駅

### 道路
高速道路
- 東名高速道路
  - 足柄スマートIC
    - 御殿場市にある御殿場ICも近い。

  - 足柄SA（下り線）
  - 高速バス停留所: 東名小山、東名足柄
- 東富士五湖道路
  - 須走IC

一般国道
- 国道138号
- 国道246号

都道府県道
- 静岡県道78号御殿場大井線
- 静岡県道146号駿河小山停車場線
- 静岡県道147号山中湖小山線
- 静岡県道149号竹之下小山線
- 静岡県道150号足柄停車場富士公園線
- 静岡県道151号須走小山線
- 静岡県道365号足柄峠線
- 静岡県道394号沼津小山線
- 静岡県道418号須走御殿場線

### 路線バス
- 富士急モビリティ
- 富士急バス
- 小山町コミュニティバス

### 地域公共交通
みつばモビリティが市内での公共ライドシェア、デマンドバス、巡回バスの運行サービスを一括で受託し、2025年7月1日より運行を開始した。
- 公共ライドシェア
  - 個人のドライバーが自家用車を活用して利用者を運ぶ新しい移動手段。AIシステムを通じて利用者とドライバーをマッチングする。
- デマンドバス
  - 利用者の予約に応じて運行する仕組みで、効率的な配車とルート設定が可能。公共ライドシェアと同じアプリや、電話からの予約が可能で、292か所に設けられたバス停間を自由に移動することができる。
- 巡回バス
  - 決まった時間に決まったルートを走るバス。ルートは4ルート（成美、明倫、足柄・北郷、須走）。

## 名所・旧跡・観光スポット

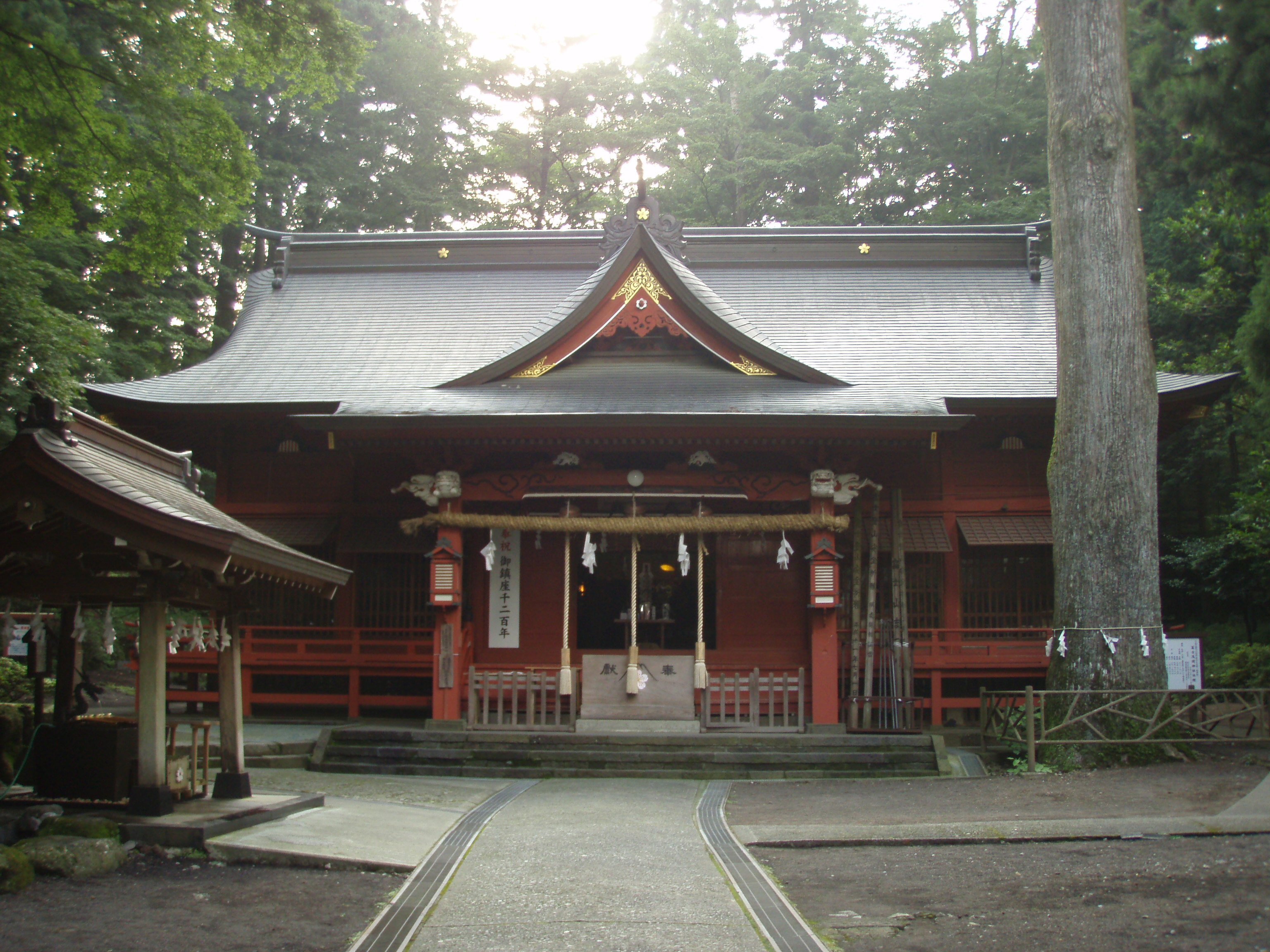
東口本宮冨士浅間神社

### スポーツ
- 富士スピードウェイ
- セルモ第一工場
- オートパラダイス御殿場
- 小山町総合体育館
- 小山町総合運動公園

#### ゴルフ場
- 富士ヘルス&カントリークラブ
- 東富士カントリークラブ
- 篭坂ゴルフクラブ
- 富士の杜ゴルフクラブ（アコーディア・ゴルフ）
- 富士小山ゴルフクラブ
- 富士国際ゴルフ倶楽部
- 東名富士カントリークラブ
- ギャツビイゴルフクラブ
- 足柄森林カントリー倶楽部

### 日帰り温泉
- 小山町町民いこいの家 あしがら温泉

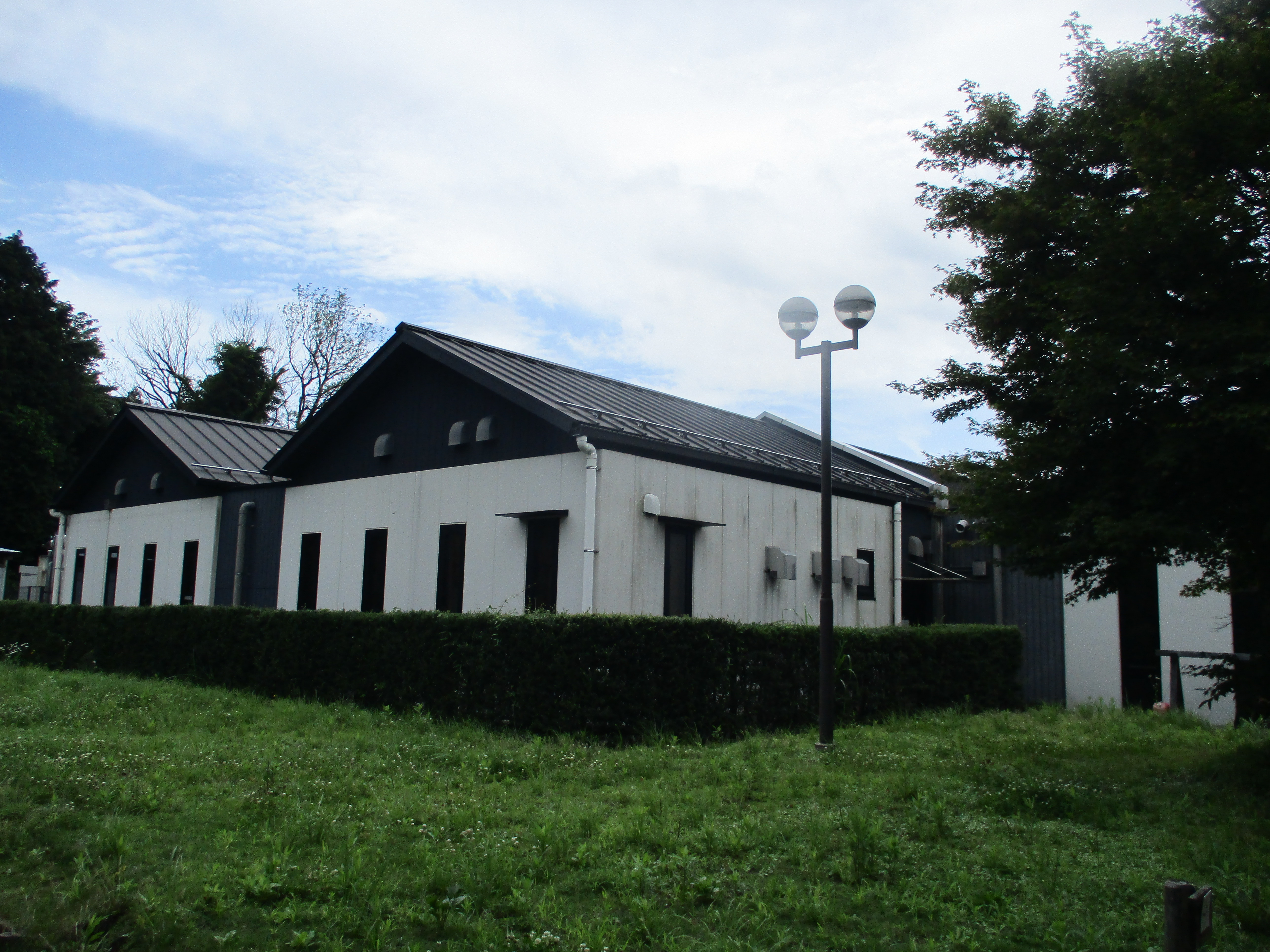
小山町町民いこいの家 あしがら温泉

- 足柄浪漫館 あしがら湯（東名高速道路 足柄サービスエリア（下り））

### 自然・公園
- 神縄断層露頭 - フィリピン海プレート（伊豆半島）と北アメリカプレート（本州）の衝突現場
- 金時公園
- 足柄峠 - 足柄城

### 寺社・霊園
- 聖尊寺
- 東口本宮冨士浅間神社 - 世界遺産「富士山-信仰の対象と芸術の源泉」構成資産。
- 冨士霊園

### 文化財
- 森村橋 - 富士紡績の隆盛に携わった、6代目森村市左衛門から名付けられたトラス橋。登録有形文化財。
- 豊門公園 - 森村橋と同様、富士紡績関連の文化財が園内に複数ある。

## 小山町出身の有名人
- 秋山邦久（心理学者）常磐大学心理学科教授
- 金太郎（坂田金時）
- 橘家半蔵（落語家）
- 杉本正（元プロ野球選手・コーチ）
- 田辺学（元プロ野球選手）
- 鈴木大地（プロ野球選手・東北楽天ゴールデンイーグルス所属）
- 杉山祥子（バレーボール選手）
- 下田裕太（陸上競技長距離走・マラソン選手） - 2016年東京マラソンにおいて、ジュニア（10代）日本記録を達成。
- 悠希（人格ラヂオ）
- 池谷賢二（犬の心）
- 佐藤胖（会社役員、一級建築士） - 科学技術庁長官、内閣官房長官などを歴任した衆議院議員中川秀直の実父。
- 佐々木彩（NHKの元アナウンサー）
- 小野遥輝（バレーボール選手）

## 備考
- 小山町は静岡県内でも一二を争うほどの電波の競争地帯である。静岡のテレビ局4局はもちろん、東京タワーまたは足柄上郡山北町の大野山中継所からの電波を介して在京キー局5局やテレビ神奈川の受信が可能である。また、西部の山梨県境に近いあたりでは、山梨の放送局も山中湖または富士吉田の中継所を介して受信可能である。だが、鮎沢川（酒匂川）沿いなどの谷地では、在京局はVHF・UHFともに受信が困難である。そのため、町内の小山地区は地元のケーブルテレビに加入している世帯が多い。また、須走地区では、小山須走デジタルテレビ中継局を受信している。
- 小山ライオンズクラブによる献眼運動が盛んで、人口当たりの献眼率は日本一である。
- 水道料金が安く、日本で3番目である（水道産業新聞社、2002年（平成14年）度）。これは、地下水などが豊富で水源開発の必要がないこと、水質が良いため浄化の手間がかからないこと、平地が狭く住宅地が集中しているため敷設面積が狭いことなどによる。
- 毎年7月最終土曜日には、金太郎夏祭りが町を挙げて盛大に行われる。